# Dance for You
"Dance for You" é uma canção da cantora norte-americana Beyoncé, gravada para a versão deluxe do álbum 4. A canção foi composta por Beyoncé, Terius Nash e Christopher Stewart, sua produção foi realizada pela própria cantora em parceria com The-Dream.

## Recepção da crítica
Descrevendo a canção como "atrevida", Pip Ellwood do Entertainment Focus escreveu que "Dance for You" é a melhor das três faixas da edição deluxe e fez uma comparação de Beyoncé com as performances sensuais de Janet Jackson. Natalie Finn do E! On-line descreveu a canção como uma carta de amor para o homem de sua vida, definida com uma batida sensual.

## Vídeo Musical
Um vídeo de "Dance for You" foi co-dirigido por Knowles e Alan Ferguson. Ele foi filmado em um escritório de estilo vintage de Nova York. No vídeo, Beyoncé se inspira nos anos 40 e faz uma homenagem à atriz e cantora Marlene Dietrich.
O vídeo foi filmado em preto e branco e captura Knowles dançando e sacudindo os cabelos no escritório de um detetive para seduzi-lo.O clipe estreou em 25 de novembro de 2011 e foi colocado no DVD Live at Roseland: Elements of 4 (2011).

## Desempenho
A canção estreou no número 200 no Gaon Music Chart em 2 de Julho de 2011, por vender 3.142 downloads digitais.
| Tabelas musicais (2011-2012)           | Melhor posição |
| -------------------------------------- | -------------- |
| Coreia do Sul - Gaon Music Chart       | 200            |
| Estados Unidos - Billboard Hot 100     | 78             |
| Estados Unidos - R&B Songs             | 8              |
| Estados Unidos - Hot R&B/Hip-Hop Songs | 7              |
| Reino Unido - UK Singles Chart         | 63             |

| Parada (2011)                          | Posição |
| -------------------------------------- | ------- |
| Estados Unidos - Hot R&B/Hip Hop Songs | 33      |